# Reikersdorf (Gemeinde St. Peter)
Reikersdorf ist eine Ortschaft der Gemeinde St. Peter am Hart im Bezirk Braunau am Inn.
Reikersdorf liegt unmittelbar östlich der Bezirkshauptstadt Braunau. Im Norden reicht Reikersdorf bis an die Augebiete des Inns heran. Zur Ortschaft zählt auch das benachbarte Oberreikersdorf. Weitere Nachbarorte sind die Ortschaft Nöfing und die Siedlung Burgstall, die zur Ortschaft Dietfurt gehört. Am 1. Jänner 2024 umfasste die Ortschaft Reikersdorf 265 Einwohner.
Durch den Ort führt die Landesstraße L1100, die sogenannte Hagenaustraße, die Braunau mit Obernberg am Inn verbindet.